# Ludvig Nilsson (arkitekt)
John Ludvig Nilsson, född 7 november 1892 i Malmö, död där 8 februari 1972, var en svensk arkitekt.
Nilsson utexaminerades från Tekniska yrkesskolan i Malmö 1912 och bedrev egen verksamhet i Malmö från omkring 1915. Han var anställd hos Carl-Axel Stoltz i Malmö under 1930-talet, bedrev egen verksamhet tillsammans med Clas Almquist under 1940-talet och egen verksamhet ensam från 1954.

## Verk i urval
- Teresia 5, Scaniagatan 20, Bellevue 1923
- Fritiof 13, Transtigen 5, Nya Bellevue 1923
- Gösta 3, Transtigen 4, Nya Bellevue 1928
- Ribersborgsskolan 1945, tillsammans med Almquist
- Kirsebergsskolan 1951, tillsammans med Almquist
- Geijersskolan, tillsammans med Almquist
- Värnhemsskolan 1955
- Bulltoftaskolan 1956
- Stenkulaskolan 1958
- Kronborgsskolan 1960
- Lars 4, Östra förstaden 1958
- Lister 8, Slottsstaden 1945
- Hildegard 1, 3 och 6, Slottsstaden 1943
- Hildegard 4, Slottsstaden 1945, tillsammans med Almquist